# Pub Trivia Simulator
Pub Trivia Simulator is een videospel voor de platforms Commodore Amiga en de Commodore 64. Het spel werd uitgebracht in 1989. Het spel is Triviant, bestaande uit 2000 vragen in verschillende categorieën. Het spel is Engelstalig en kan met één tot vier spelers gespeeld worden.